# Попел II
Попел II (Попелек; умер в 843) — последний легендарный князь полян из династии Попелидов, сын Попела I.
Государственное объединение польских племён начали поляне. Среди них утвердилась княжеская династия Попелидов (Попел), сменённая потом Пястами. Пяст («пясть» = франк. pedagogus, nutritor, русск. пестун, кормилец, дядя, дедко; хорв. дед) считается сыном Попела II, братом Попела III; за ним следовали Земовит (870—890), Лешек, Земомысл — первые исторические князья гнезненско-познанские.
Согласно другой легенде, отождествляемый с князем Хотышко Попел ІІ был свергнут с престола Земовитом, сыном земледельца Пяста, изгнан за несправедливость и съеден мышами.

## Образ в искусстве
- «Старинное предание» — фильм Ежи Гофмана. Роль Попела исполнил Богдан Ступка
- В повести писателя-декабриста А. А. Бестужева-Марлинского «Мореход Никитин» (1825 г.) шуточно обыгрывается сюжет о съедении короля Попела мышами.[1]